# Ватман
Ва́тман или ва́тманская бума́га (англ. Whatman paper) — белая высокосортная бумага без ярко выраженной фактуры, плотная, с поверхностной проклейкой. Отличается большой стойкостью к истиранию. Относится к типу рисовальных бумаг (используется для рисования итальянским карандашом или для акварели).
Впервые была изготовлена в середине 1750-х годов в Англии бумажным фабрикантом Джеймсом Уатменом старшим (англ. James Whatman — в русском произношении Ва́тман), который ввёл новую бумажную форму, позволявшую получать листы бумаги без следов сетки. Ватман назвал своё изобретение wove paper (то есть веленевой, или буквально, «тканной бумагой»). В русском языке прижилось название в честь изобретателя: ватманом называют бумагу формата А1 и реже А2.
Ватманская бумага быстро нашла поклонников среди художников-акварелистов; в частности, её высоко оценивал Гейнсборо.
В России ватманская бумага часто называлась «шероховатой» (в противоположность мелованной); она получила распространение во второй половине XIX века и применялась для печатания литографий и гравюр, а также для рисования и разнообразных чертёжных работ, исполненных карандашом, тушью или акварельными красками.